# Anglès (Tarn)
Anglès település Franciaországban, Tarn megyében. Lakosainak száma 517 fő (2022. január 1.). Anglès Courniou, La Salvetat-sur-Agout, Le Soulié, Brassac, Fontrieu, Labastide-Rouairoux, Lacabarède, Lamontélarié, Lasfaillades, Rouairoux és Saint-Amans-Valtoret községekkel határos.

## Népesség
A település népességének változása:
| Lakosok száma | 525  | 514  | 508  | 505  | 502  | 507  | 512  | 517  |
|               | 2013 | 2015 | 2017 | 2018 | 2019 | 2020 | 2021 | 2022 |